# 1974年オランダグランプリ
1974年オランダグランプリ（1974ねんオランダグランプリ、英: 1974 Dutch Grand Prix、正式名称: XXI Grand Prix Zandvoort）は、1974年のF1世界選手権の第8戦として、1974年6月23日にザントフォールト・サーキットで開催された自動車レース（オランダグランプリ）。

## エントリー

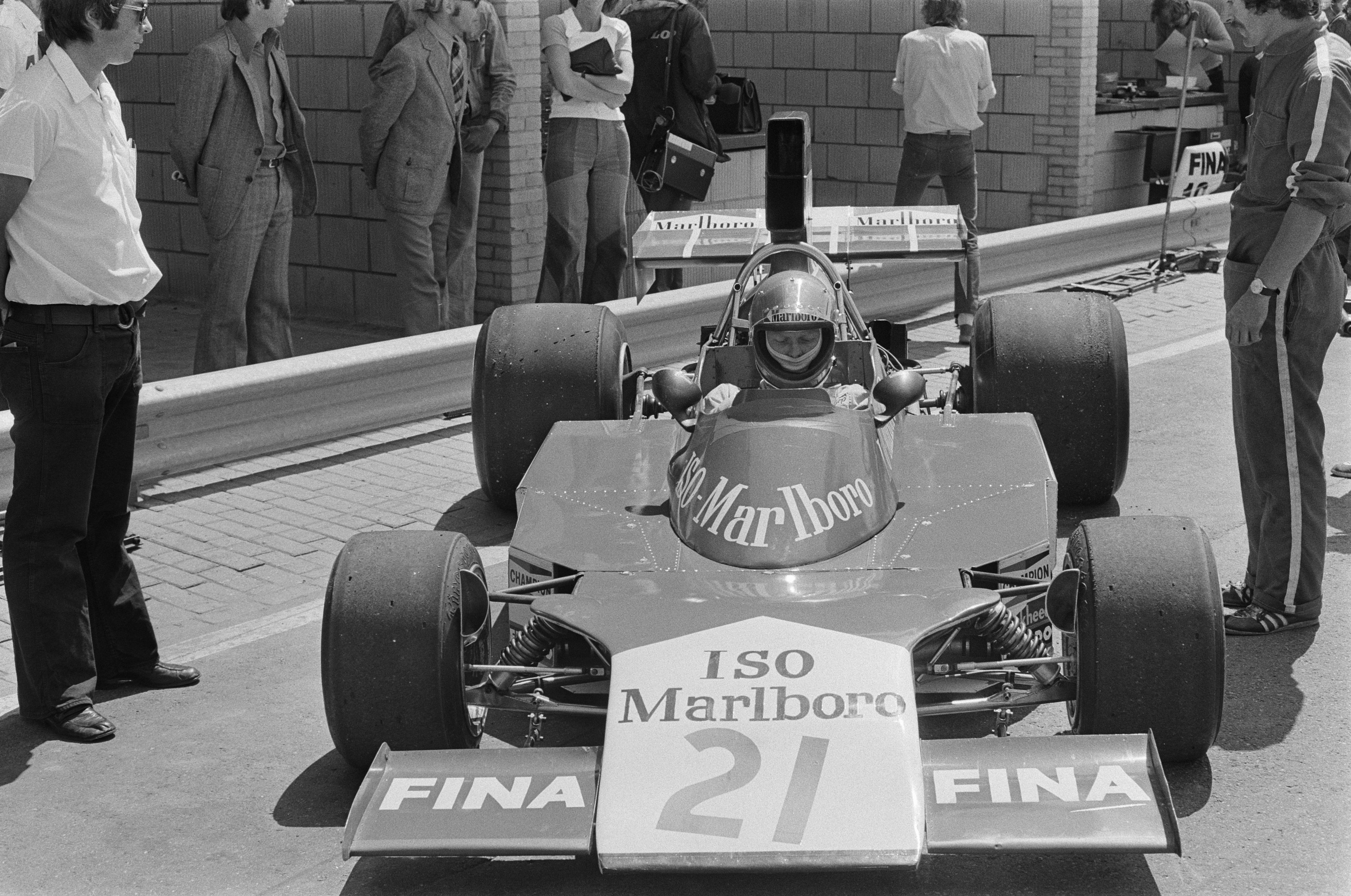
イソ・マールボロ・FWに乗るジィズ・ヴァン・レネップ

本GP開催前にトロージャンが3戦連続でエントリーを拒否されるという論争があった。チームはイギリス国内のスポーツ当局に苦情を申し立て、国際スポーツ委員会(CSI)は「レース主催者はエントリー台数にかかわらず全てのチームを受け入れなければならない」と発表した。こうしてトロージャンは参戦を許可され、ザントフォールトには27台がエントリーされた。
シャドウは2戦前のモナコGPをもってF1を引退したブライアン・レッドマンに代わり、第5戦ベルギーGPでトークンからF1デビューを果たした新人トム・プライスを起用した。ジャン＝ピエール・ジャリエは前週に行われたル・マン24時間レースで負傷したが、予定通り参加する。
ウィリアムズ（イソ・マールボロ）はイモラ・サーキットでのスポーツカーレース中に指を負傷して前戦スウェーデンGPを欠場したアルトゥーロ・メルツァリオが復帰し、地元出身のジィズ・ヴァン・レネップをセカンドドライバーに据えた。
マーチはモナコGPで親指を骨折したハンス＝ヨアヒム・スタックが負傷から回復したため復帰した。
BRMは3台体制に戻り、前戦スウェーデンGPを欠場したフランソワ・ミゴールに2台目のP201を与え、前週のル・マン24時間レースを制したアンリ・ペスカロロは旧型のP160Eを使用する。
サーティースはカルロス・パーチェが前戦スウェーデンGPでオーナーのジョン・サーティースと意見が衝突した末にチームを解雇されたため、ヨッヘン・マスのみ参加する。

### エントリーリスト
| チーム                                             | No. | ドライバー                     | コンストラクター | シャシー | エンジン                   | タイヤ |
| -------------------------------------------------- | --- | ------------------------------ | ---------------- | -------- | -------------------------- | ------ |
| ジョン・プレイヤー・チーム・ロータス               | 1   | ロニー・ピーターソン           | ロータス         | 72E      | フォード DFV 3.0L V8       | G      |
| ジョン・プレイヤー・チーム・ロータス               | 2   | ジャッキー・イクス             | ロータス         | 72E      | フォード DFV 3.0L V8       | G      |
| エルフ・チーム・ティレル                           | 3   | ジョディー・シェクター         | ティレル         | 007      | フォード DFV 3.0L V8       | G      |
| エルフ・チーム・ティレル                           | 4   | パトリック・デパイユ           | ティレル         | 007      | フォード DFV 3.0L V8       | G      |
| マールボロ・チーム・テキサコ                       | 5   | エマーソン・フィッティパルディ | マクラーレン     | M23      | フォード DFV 3.0L V8       | G      |
| マールボロ・チーム・テキサコ                       | 6   | デニス・ハルム                 | マクラーレン     | M23      | フォード DFV 3.0L V8       | G      |
| ヤードレー・チーム・マクラーレン                   | 33  | マイク・ヘイルウッド           | マクラーレン     | M23      | フォード DFV 3.0L V8       | G      |
| モーターレーシング・ディベロップメンツ・リミテッド | 7   | カルロス・ロイテマン           | ブラバム         | BT44     | フォード DFV 3.0L V8       | G      |
| モーターレーシング・ディベロップメンツ・リミテッド | 8   | リッキー・フォン・オペル       | ブラバム         | BT44     | フォード DFV 3.0L V8       | G      |
| マーチ・エンジニアリング                           | 9   | ハンス＝ヨアヒム・スタック     | マーチ           | 741      | フォード DFV 3.0L V8       | G      |
| マーチ・エンジニアリング                           | 10  | ヴィットリオ・ブランビラ       | マーチ           | 741      | フォード DFV 3.0L V8       | G      |
| スクーデリア・フェラーリ SpA SEFAC                 | 11  | クレイ・レガツォーニ           | フェラーリ       | 312B3-74 | フェラーリ 001/11 3.0L F12 | G      |
| スクーデリア・フェラーリ SpA SEFAC                 | 12  | ニキ・ラウダ                   | フェラーリ       | 312B3-74 | フェラーリ 001/11 3.0L F12 | G      |
| チーム・モチュール・BRM                            | 14  | ジャン＝ピエール・ベルトワーズ | BRM              | P201     | BRM P200 3.0L V12          | F      |
| チーム・モチュール・BRM                            | 37  | フランソワ・ミゴール           | BRM              | P201     | BRM P200 3.0L V12          | F      |
| チーム・モチュール・BRM                            | 15  | アンリ・ペスカロロ             | BRM              | P160E    | BRM P142 3.0L V12          | F      |
| UOP・シャドウ・レーシングチーム                    | 16  | トム・プライス                 | シャドウ         | DN3      | フォード DFV 3.0L V8       | G      |
| UOP・シャドウ・レーシングチーム                    | 17  | ジャン＝ピエール・ジャリエ     | シャドウ         | DN3      | フォード DFV 3.0L V8       | G      |
| バング&オルフセン・チーム・サーティース            | 18  | カルロス・パーチェ 1           | サーティース     | TS16     | フォード DFV 3.0L V8       | F      |
| バング&オルフセン・チーム・サーティース            | 19  | ヨッヘン・マス                 | サーティース     | TS16     | フォード DFV 3.0L V8       | F      |
| フランク・ウィリアムズ・レーシングカーズ           | 20  | アルトゥーロ・メルツァリオ     | イソ・マールボロ | FW       | フォード DFV 3.0L V8       | F      |
| フランク・ウィリアムズ・レーシングカーズ           | 21  | ジィズ・ヴァン・レネップ       | イソ・マールボロ | FW       | フォード DFV 3.0L V8       | F      |
| チーム・エンサイン                                 | 22  | ヴァーン・シュパン             | エンサイン       | N174     | フォード DFV 3.0L V8       | F      |
| トロージャン-トーラナック・レーシング              | 23  | ティム・シェンケン             | トロージャン     | T103     | フォード DFV 3.0L V8       | F      |
| ヘスケス・レーシング                               | 24  | ジェームス・ハント             | ヘスケス         | 308      | フォード DFV 3.0L V8       | F      |
| エンバシー・レーシング・ウィズ・グラハム・ヒル     | 26  | グラハム・ヒル                 | ローラ           | T370     | フォード DFV 3.0L V8       | F      |
| エンバシー・レーシング・ウィズ・グラハム・ヒル     | 27  | ガイ・エドワーズ               | ローラ           | T370     | フォード DFV 3.0L V8       | F      |
| ジョン・ゴールディ・レーシング・ウィズ・ヘキサゴン | 28  | ジョン・ワトソン               | ブラバム         | BT42     | フォード DFV 3.0L V8       | F      |
| 出典:                                              |     |                                |                  |          |                            |        |

追記
- ^1 - サーティースはパーチェの退団により、マスのみ参加する[W 4]。

## 予選

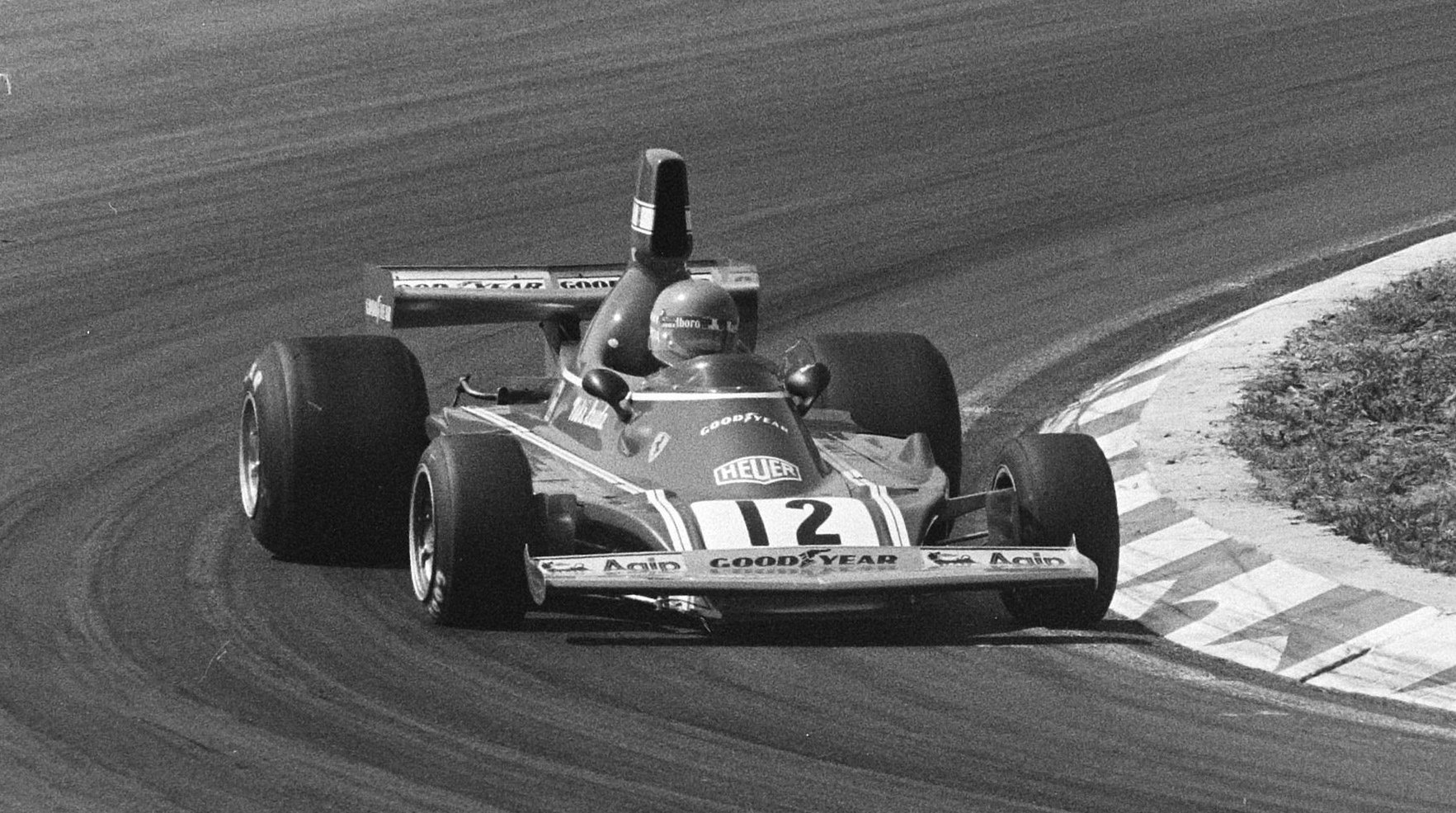
フロントローを独占したフェラーリ・312B3-74（ドライバーはポールポジションを獲得したニキ・ラウダ）

（特記のない出典：）
プラクティスは金曜日と土曜日の2日間で、好天が続く中行われた。
ニキ・ラウダが1分18秒31のベストタイムでポールポジションを獲得し、2番手のクレイ・レガツォーニとともにフェラーリがフロントローを独占した。エマーソン・フィッティパルディとマイク・ヘイルウッドのマクラーレン勢が2列目を占め、ティレルのジョディー・シェクターがそれに続いた。
決勝進出は上位25台までで、地元出身のジィズ・ヴァン・レネップは最下位の27位で予選落ちとなった。
土曜日のプラクティス2日目は、カルロス・パーチェが離脱したサーティースのオーナーであるジョン・サーティースも参加したが、決勝に参加するつもりはなかった。

### 予選結果
| 順位  | No. | ドライバー                     | コンストラクター          | タイム    | 差    | Grid |
| ----- | --- | ------------------------------ | ------------------------- | --------- | ----- | ---- |
| 1     | 12  | ニキ・ラウダ                   | フェラーリ                | 1:18.31   | -     | 1    |
| 2     | 11  | クレイ・レガツォーニ           | フェラーリ                | 1:18.91   | +0.60 | 2    |
| 3     | 5   | エマーソン・フィッティパルディ | マクラーレン-フォード     | 1:19.56   | +1.25 | 3    |
| 4     | 33  | マイク・ヘイルウッド           | マクラーレン-フォード     | 1:19.68   | +1.37 | 4    |
| 5     | 3   | ジョディー・シェクター         | ティレル-フォード         | 1:19.91   | +1.60 | 5    |
| 6     | 24  | ジェームス・ハント             | ヘスケス-フォード         | 1:19.95   | +1.64 | 6    |
| 7     | 17  | ジャン＝ピエール・ジャリエ     | シャドウ-フォード         | 1:20.07   | +1.76 | 7    |
| 8     | 4   | パトリック・デパイユ           | ティレル-フォード         | 1:20.14   | +1.83 | 8    |
| 9     | 6   | デニス・ハルム                 | マクラーレン-フォード     | 1:20.15   | +1.84 | 9    |
| 10    | 1   | ロニー・ピーターソン           | ロータス-フォード         | 1:20.22   | +1.91 | 10   |
| 11    | 16  | トム・プライス                 | シャドウ-フォード         | 1:20.44   | +2.13 | 11   |
| 12    | 7   | カルロス・ロイテマン           | ブラバム-フォード         | 1:20.45   | +2.14 | 12   |
| 13    | 28  | ジョン・ワトソン               | ブラバム-フォード         | 1:20.78   | +2.47 | 13   |
| 14    | 27  | ガイ・エドワーズ               | ローラ-フォード           | 1:21.00   | +2.69 | 14   |
| 15    | 10  | ヴィットリオ・ブランビラ       | マーチ-フォード           | 1:21.01   | +2.70 | 15   |
| 16    | 14  | ジャン＝ピエール・ベルトワーズ | BRM                       | 1:21.04   | +2.73 | 16   |
| 17    | 22  | ヴァーン・シュパン             | エンサイン-フォード       | 1:21.14   | +2.83 | 17   |
| 18    | 2   | ジャッキー・イクス             | ロータス-フォード         | 1:21.21   | +2.90 | 18   |
| 19    | 26  | グラハム・ヒル                 | ローラ-フォード           | 1:21.22   | +2.91 | 19   |
| 20    | 19  | ヨッヘン・マス                 | サーティース-フォード     | 1:21.27 1 | +2.96 | 20   |
| 21    | 20  | アルトゥーロ・メルツァリオ     | イソ・マールボロ-フォード | 1:21.52   | +3.21 | 21   |
| 22    | 9   | ハンス＝ヨアヒム・スタック     | マーチ-フォード           | 1:21.53   | +3.22 | 22   |
| 23    | 8   | リッキー・フォン・オペル       | ブラバム-フォード         | 1:21.56   | +3.25 | 23   |
| 24    | 15  | アンリ・ペスカロロ             | BRM                       | 1:21.84   | +3.53 | 24   |
| 25    | 37  | フランソワ・ミゴール           | BRM                       | 1:22.34 2 | +4.03 | 25   |
| 26    | 23  | ティム・シェンケン             | トロージャン-フォード     | 1:22.65   | +4.34 | DNQ  |
| 27    | 21  | ジィズ・ヴァン・レネップ       | イソ・マールボロ-フォード | 1:22.68   | +4.37 | DNQ  |
| 出典: |     |                                |                           |           |       |      |

追記
- スターティンググリッドは25台に制限
- ^1 - マスのタイムは別のサーティース・TS16（TS16/3）で記録した（決勝はTS16/2を使用）[1]。
- ^2 - ミゴールのタイムはBRM・160Eで記録した（決勝はP201を使用）[1]。

## 決勝

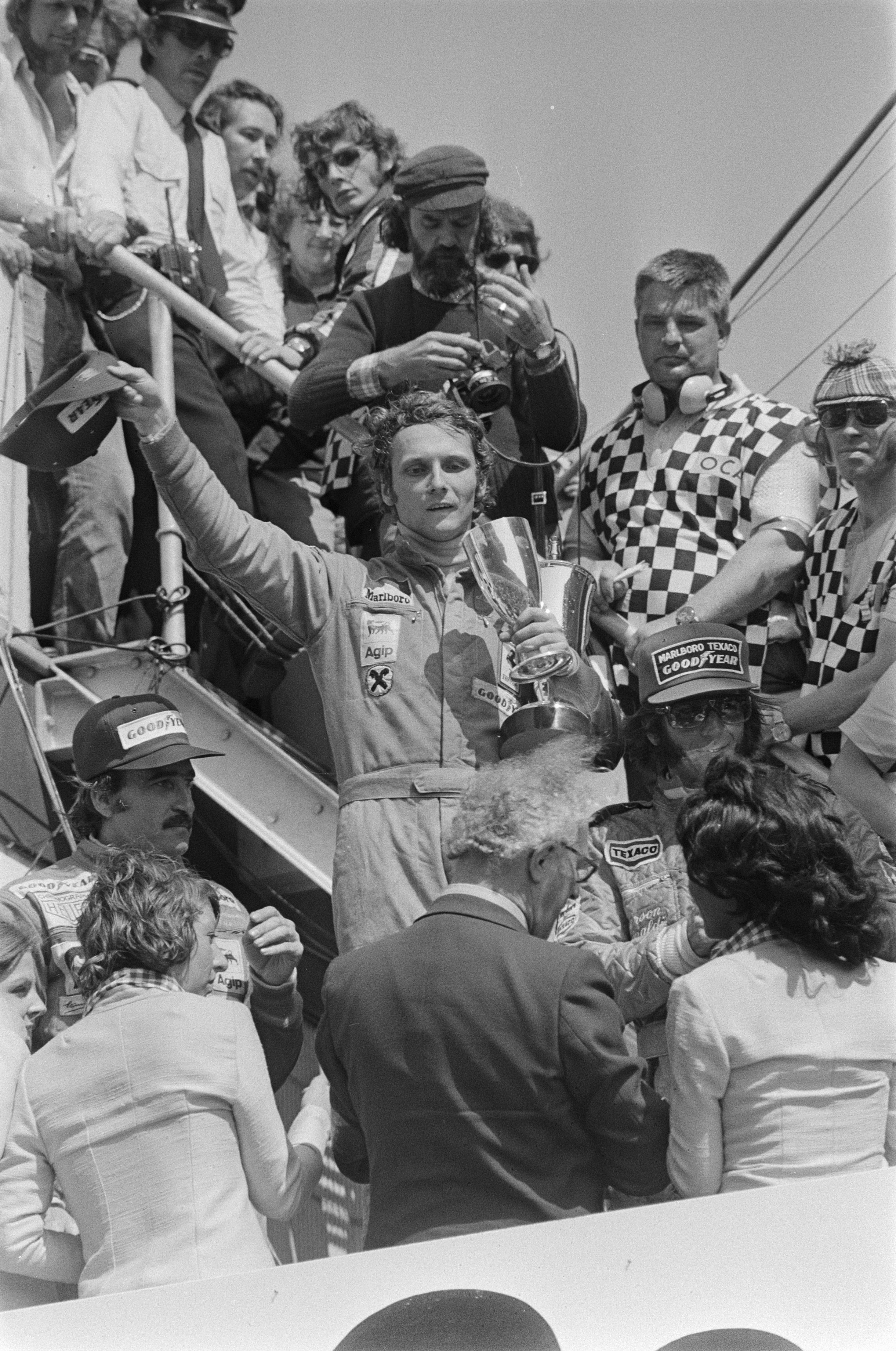
レースを制したニキ・ラウダ

（特記のない出典：）
決勝当日も好天に恵まれた。
スタート直後、第1コーナー（タルザン・コーナー）でトム・プライスがコースアウトした。同じく1周目にハンス＝ヨアヒム・スタックがリアウィングをガードレールに激しくぶつけてクラッシュし、すぐに消火隊が駆けつけたがマシンは引火せず、スタックはマシンを降りた。
ニキ・ラウダとクレイ・レガツォーニのフェラーリ勢は、マイク・ヘイルウッド、パトリック・デパイユ、エマーソン・フィッティパルディ、ジョディー・シェクターの第2グループを引き離して独走態勢を築いていく。
第3グループの先頭にいたロニー・ピーターソンは、36周目にリアホイールの片側が外れそうになったためピットインを強いられて上位争いから脱落し、チームメイトのジャッキー・イクスも41周目にホイールナットの緩みにより片側のホイールが外れそうな状態の中1周を走らなければならず、修理してコースに復帰したものの、ロータスのポイント獲得は完全に絶たれた。
レースが後半に入ってもフェラーリ勢の独走は揺るぎなく、第2グループの構成は38周目にフィッティパルディがデパイユを抜いて3位に浮上した以外に変化はなかったが、デパイユのタイヤの劣化が深刻なものになってペースが落ちていったが、最終的には6位入賞を果たしている。レースの興味はフィッティパルディが先行する第2グループと、後方で激しいバトルを繰り広げるジョン・ワトソンとアルトゥーロ・メルツァリオに集中したが、55周目の第2コーナーでメルツァリオのタイヤがパンクしてしまい、そのままリタイアとなった。
ラウダはそのまま首位をひた走り、今季2勝目を挙げた。レガツォーニが8秒遅れで2位となり、フェラーリが今季2回目の1-2フィニッシュを達成した。フィッティパルディはヘイルウッドとシェクターを抑え、ラウダに30秒遅れで3位表彰台を確保した。
ドライバーズチャンピオン争いはラウダが首位フィッティパルディとの差を1点に縮めた。コンストラクターズチャンピオン争いも、フェラーリが首位マクラーレンとの差を3点に縮めている。
このレースではホイールのトラブルやタイヤのパンクによるピットインが続出し、ヴァーン・シュパンはピットレーン以外の場所でタイヤを交換したため、失格処分が下された。

### レース結果
| 順位                                                         | No. | ドライバー                     | コンストラクター          | 周回数 | タイム/リタイア原因            | Grid | Pts. |
| ------------------------------------------------------------ | --- | ------------------------------ | ------------------------- | ------ | ------------------------------ | ---- | ---- |
| 1                                                            | 12  | ニキ・ラウダ                   | フェラーリ                | 75     | 1:43:00.35                     | 1    | 9    |
| 2                                                            | 11  | クレイ・レガツォーニ           | フェラーリ                | 75     | +8.25                          | 2    | 6    |
| 3                                                            | 5   | エマーソン・フィッティパルディ | マクラーレン-フォード     | 75     | +30.27                         | 3    | 4    |
| 4                                                            | 33  | マイク・ヘイルウッド           | マクラーレン-フォード     | 75     | +31.29                         | 4    | 3    |
| 5                                                            | 3   | ジョディー・シェクター         | ティレル-フォード         | 75     | +34.28                         | 5    | 2    |
| 6                                                            | 4   | パトリック・デパイユ           | ティレル-フォード         | 75     | +51.52                         | 8    | 1    |
| 7                                                            | 28  | ジョン・ワトソン               | ブラバム-フォード         | 75     | +1:13.95                       | 13   |      |
| 8                                                            | 1   | ロニー・ピーターソン           | ロータス-フォード         | 73     | +2 Laps                        | 10   |      |
| 9                                                            | 8   | リッキー・フォン・オペル       | ブラバム-フォード         | 73     | +2 Laps                        | 23   |      |
| 10                                                           | 10  | ヴィットリオ・ブランビラ       | マーチ-フォード           | 72     | +3 Laps                        | 15   |      |
| 11                                                           | 2   | ジャッキー・イクス             | ロータス-フォード         | 71     | +4 Laps                        | 18   |      |
| 12                                                           | 7   | カルロス・ロイテマン           | ブラバム-フォード         | 71     | +4 Laps                        | 12   |      |
| Ret                                                          | 6   | デニス・ハルム                 | マクラーレン-フォード     | 65     | イグニッション                 | 9    |      |
| Ret                                                          | 37  | フランソワ・ミゴール           | BRM                       | 60     | ギアボックス                   | 25   |      |
| Ret                                                          | 20  | アルトゥーロ・メルツァリオ     | イソ・マールボロ-フォード | 54     | ギアボックス                   | 21   |      |
| Ret                                                          | 27  | ガイ・エドワーズ               | ローラ-フォード           | 36     | 燃料システム                   | 14   |      |
| Ret                                                          | 17  | ジャン＝ピエール・ジャリエ     | シャドウ-フォード         | 28     | クラッチ                       | 7    |      |
| Ret                                                          | 14  | ジャン＝ピエール・ベルトワーズ | BRM                       | 18     | ギアボックス                   | 16   |      |
| Ret                                                          | 26  | グラハム・ヒル                 | ローラ-フォード           | 16     | ギアボックス                   | 19   |      |
| Ret                                                          | 15  | アンリ・ペスカロロ             | BRM                       | 15     | ハンドリング                   | 24   |      |
| Ret                                                          | 19  | ヨッヘン・マス                 | サーティース-フォード     | 8      | トランスミッション             | 20   |      |
| Ret                                                          | 24  | ジェームス・ハント             | ヘスケス-フォード         | 2      | 接触                           | 6    |      |
| Ret                                                          | 16  | トム・プライス                 | シャドウ-フォード         | 0      | 接触                           | 11   |      |
| Ret                                                          | 9   | ハンス＝ヨアヒム・スタック     | マーチ-フォード           | 0      | アクシデント                   | 22   |      |
| DSQ                                                          | 22  | ヴァーン・シュパン             | エンサイン-フォード       | 69     | 失格（ピット以外でタイヤ交換） | 17   |      |
| DNQ                                                          | 23  | ティム・シェンケン             | トロージャン-フォード     |        | 予選不通過                     |      |      |
| DNQ                                                          | 21  | ジィズ・ヴァン・レネップ       | イソ・マールボロ-フォード |        | 予選不通過                     |      |      |
| 優勝スピード（勝者ラウダの平均速度）：184.621 km/h           |     |                                |                           |        |                                |      |      |
| ファステストラップ：ロニー・ピーターソン - 1:21.44（63周目） |     |                                |                           |        |                                |      |      |
| 出典:                                                        |     |                                |                           |        |                                |      |      |

| ドライバー   | 周回数 | リードラップ   |
| ------------ | ------ | -------------- |
| ニキ・ラウダ | 75周   | 1-75（全周回） |
| 出典:        |        |                |

- 太字は最多ラップリーダー

## 主な記録

### ドライバー
- 50戦目の出走：エマーソン・フィッティパルディ[W 4]
- フィッティパルディは3位で表彰台を獲得し、ブラジル人ドライバーが25回目の表彰台[W 11]。
- 最終入賞：マイク・ヘイルウッド[W 12]
- 最終出走 / 最終完走：リッキー・フォン・オペル[W 13] - 10戦目[W 14]
  - リヒテンシュタイン人ドライバーでF1に出走したのはフォン・オペルのみであるため[W 15]、同国出身ドライバーの最終出走レースでもある[W 16]。

### コンストラクター
- 50回目のファステストラップ：ロータス[W 4]

## 第8戦終了時点のランキング
|       | 順位 | ドライバー                     | ポイント |
| ----- | ---- | ------------------------------ | -------- |
|       | 1    | エマーソン・フィッティパルディ | 31       |
| 1     | 2    | ニキ・ラウダ                   | 30       |
| 1     | 3    | クレイ・レガツォーニ           | 28       |
|       | 4    | ジョディー・シェクター         | 23       |
| 5     | 5    | マイク・ヘイルウッド           | 12       |
| 出典: |      |                                |          |

|       | 順位 | コンストラクター      | ポイント |
| ----- | ---- | --------------------- | -------- |
|       | 1    | マクラーレン-フォード | 42 (44)  |
|       | 2    | フェラーリ            | 39       |
|       | 3    | ティレル-フォード     | 27       |
|       | 4    | ロータス-フォード     | 13       |
|       | 5    | ブラバム-フォード     | 10       |
| 出典: |      |                       |          |

- 注: トップ5のみ表示。有効ポイントは前半8戦のうちベスト7戦と後半7戦のうちベスト6戦の合計。ポイントは有効ポイント、括弧内は総獲得ポイント。